# Lizzano (Cesena)
Lizzano è una piccola frazione di Cesena sita nel quartiere Oltre Savio, un tempo nota soprattutto per ospitare la settecentesca Villa Silvia, luogo di incontro e svago per personaggi del mondo della cultura come Giosuè Carducci e Alessandro Bonci.
In seguito nei pressi di Lizzano il Comune scelse di realizzare un grande impianto sportivo sul quale tuttora si allena l'A.C. Cesena, noto come centro sportivo Villa Silvia e dedicato al fondatore del Cesena Calcio, conte Alberto Rognoni.
Nel 2000 balzò alle cronache nazionali per la tristemente famosa strage di Lizzano.

## Villa Silvia
Acquistata dalla famiglia Pasolini Zanelli nel 1806 divenne il salotto buono della cultura romagnola. Carducci e Bonci sono solo alcuni dei nomi più famosi per aver frequentato la villa, insieme con Paolo Amaducci o Antonio Messeri. Il 3 settembre 1920 la contessa Silvia Baroni Semitecolo (vedova Pasolini Zanelli) morì senza più eredi, e in qualità di ultima inquilina della villa, la lasciò in eredità al Comune di Cesena.
Venne in seguito utilizzata come colonia estiva per bambini colpiti da tubercolosi. Circondata da un'area verde di quattro ettari che vanta numerose piante secolari, conserva un roseto antico di epoca ottocentesca. La stanza dove dormiva il Carducci è tuttora visitabile: allo stesso poeta è dedicata una mostra permanente allestita all'interno della villa. Il poeta era molto amico della contessa Silvia: lo testimoniano i suoi 11 soggiorni a Lizzano, dal 1897 al 1906 ed il ricco carteggio tra i due.
Dalla primavera 2007 la villa è divenuta la sede operativa dell'Associazione Musica Meccanica Italiana (AMMI), sodalizio che promuove  divulgazione, salvaguardia e restauro degli strumenti musicali meccanici e cura l'allestimento di un museo permanente di strumenti musicali di particolare interesse, nonché attività didattiche per ragazzi, un laboratorio e una scuola di restauro.

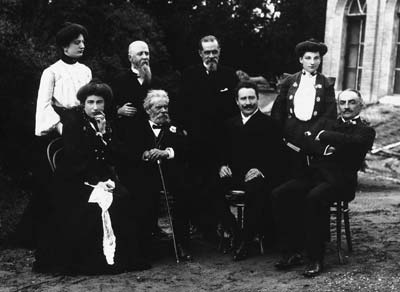
Giosuè Carducci e Alessandro Bonci a Villa Silvia

Memore del glorioso passato di Villa Silvia, la presenza dall'AMMI vuole interpretare la volontà e l'ultimo desiderio della contessa Silvia facendosi promotrice di iniziative e attività che diffondano la cultura e la tradizione musicale.

## Strage di Lizzano
Dopo alcuni giorni di apprensione e mistero, il 6 febbraio 2000 in un pozzo di una piccola casetta a Lizzano vengono ritrovati i corpi, in avanzato stato di decomposizione, dei genitori, della moglie e della figlia di Massimo Predi, da tutti conosciuto come Gillo. Predi nel frattempo è irreperibile da alcuni giorni. Il suo efferato delitto sconvolge l'Italia. Viene arrestato l'11 febbraio a Bari, poi condannato all'ergastolo sia in primo grado che in appello.